# Courzieu
Courzieu település Franciaországban, Rhône megyében. Lakosainak száma 1178 fő (2022. január 1.). Courzieu Chevinay, Saint-Genis-l'Argentière, Yzeron, Bessenay, Brussieu, Montromant és Vaugneray községekkel határos.

## Népesség
A település népességének változása:
| Lakosok száma | 1095 | 1071 | 1117 | 1118 | 1142 | 1168 | 1169 | 1172 | 1178 |
|               | 2013 | 2015 | 2016 | 2017 | 2018 | 2019 | 2020 | 2021 | 2022 |